# Client

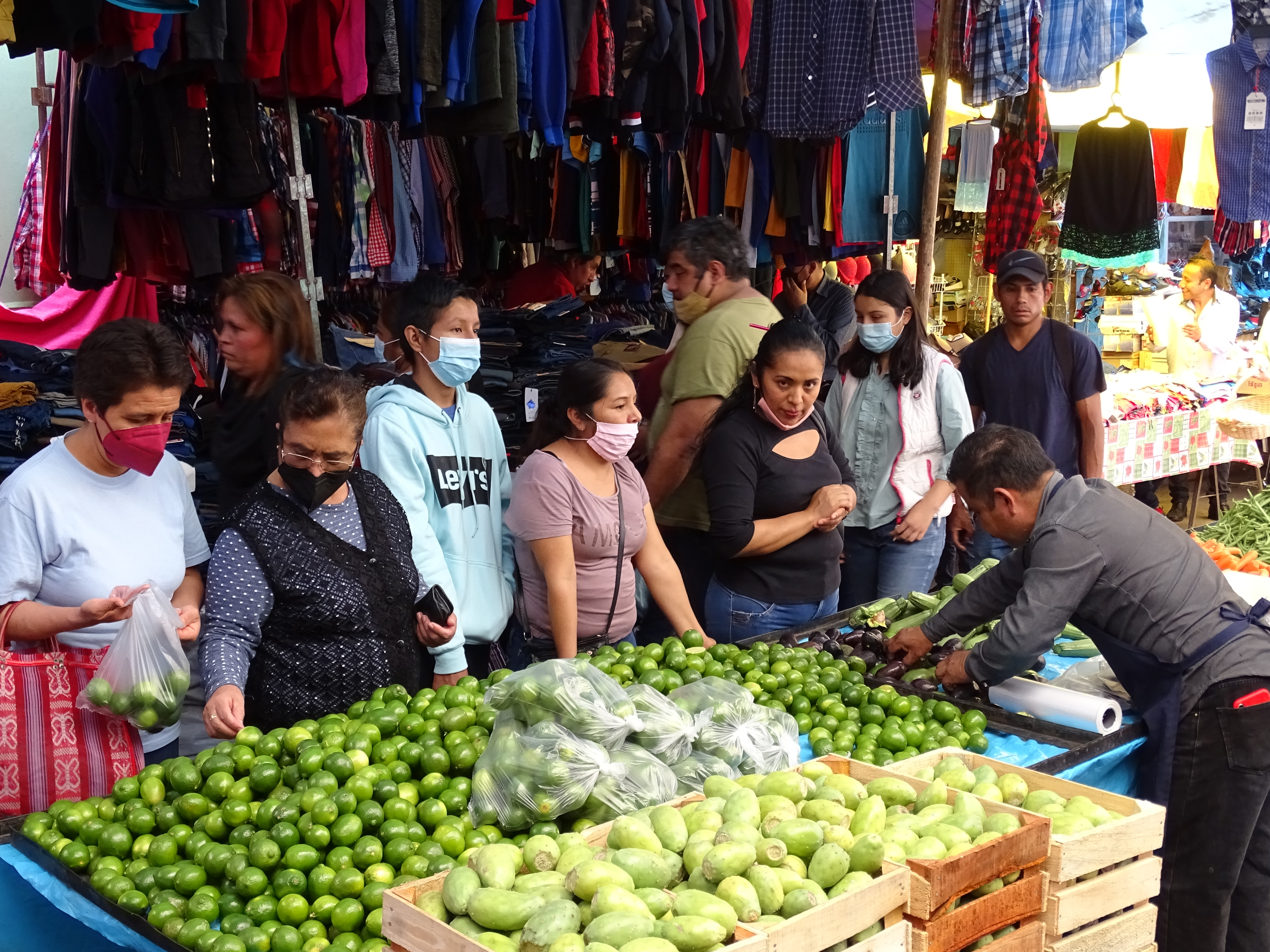
Clienți la o tarabă din Puebla, Mexic

În vânzări, comerț și economie, un client (sau consumator) este destinatarul unui bun, serviciu, produs sau idee, obținut de la un vânzător, furnizor sau distribuitor printr-o tranzacție financiară sau prin schimbul de bani sau alte considerații de valoare.

## Etimologie și terminologie
Societățile timpurii se bazau pe o economie a cadourilor bazată pe favoruri. Mai târziu, pe măsură ce comerțul s-a dezvoltat, s-au format relații umane mai puțin permanente, depinzând mai mult de nevoi trecătoare decât de dorințe sociale durabile. În general, se spune că consumatorii sunt cumpărătorii de bunuri și servicii, în timp ce clienții sunt cei care primesc sfaturi și soluții personalizate. 
Deși astfel de distincții nu au o greutate semantică contemporană, agenții precum firmele de avocatură, studiourile de film și furnizorii de servicii medicale tind să prefere termenul „client”, în timp ce magazinele alimentare, băncile și restaurantele tind să prefere termenul „consumator” în schimb.

### Client

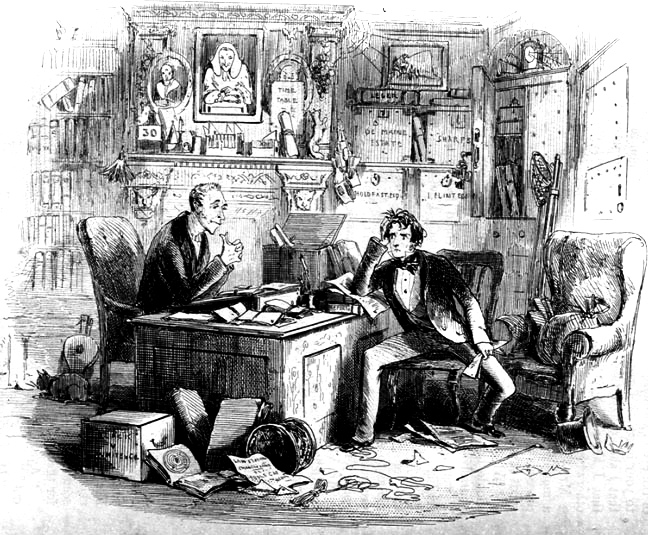
Un desen al unui avocat cu un client

Termenul „client” derivă din latinescul „clients” sau „care”, care înseamnă „a înclina” sau „a se apleca” și este legat de ideea emotivă de închidere . Se crede pe scară largă că oamenii își schimbă obiceiurile doar atunci când sunt motivați de lăcomie și frică. Câștigarea unui client este, așadar, un eveniment singular, motiv pentru care specialiștii profesioniști care se ocupă de probleme specifice tind să atragă clienți pe termen lung, mai degrabă decât consumatori obișnuiți. Spre deosebire de consumatorii obișnuiți, care cumpără doar pe baza prețului și a valorii, clienții pe termen lung cumpără pe baza experienței și a încrederii.
Un client intern este un client care este direct conectat la o organizație și este, de obicei (dar nu neapărat) intern organizației. Clienții interni sunt de obicei părți interesate, angajați sau acționari, dar definiția include și creditori și autorități de reglementare externe.
Clienții care se întorc în mod obișnuit la un vânzător dezvoltă obiceiuri care permit un comerț regulat și susținut, ce permite vânzătorului să dezvolte modele statistice pentru a optimiza procesele de producție (care modifică natura sau forma bunurilor sau serviciilor) și lanțurile de aprovizionare (care modifică locația sau formalizează schimbările de proprietate sau tranzacțiile de drepturi).
Un „client final” desemnează persoana aflată la capătul unui lanț de aprovizionare care, în cele din urmă, achiziționează sau utilizează bunurile sau serviciile. Principiile ISO pentru managementul calității subliniază importanța recunoașterii atât a clienților direcți, cât și a celor indirecți. 

### Angajator
Un client care plătește pentru lucrări de construcție este adesea denumit „angajator”.

## Consumator
Un consumator este o persoană sau un grup care intenționează să comande sau să utilizeze bunurile, produsele sau serviciile achiziționate în principal pentru nevoi personale, sociale, familiale, de uz casnic și similare, care nu sunt direct legate de activități antreprenoriale sau de afaceri. Termenul cel mai frecvent se referă la o persoană care achiziționează bunuri și servicii pentru uz personal.

### Drepturi
„Consumatorii, prin definiție, ne includ pe toți”, a spus președintele John F. Kennedy, oferindu-și propria definiție Congresului Statelor Unite pe 15 martie 1962. Acest discurs a devenit baza pentru crearea Zilei Mondiale a Drepturilor Consumatorilor, sărbătorită astăzi pe 15 martie. În discursul său, John F. Kennedy a subliniat responsabilitatea fundamentală a guvernelor față de consumatori pentru a-i ajuta să-și exercite drepturile, inclusiv:
- Dreptul la siguranță: de a fi protejat împotriva comercializării produselor periculoase pentru sănătate sau viață.
- Dreptul de a fi informat: de a fi protejat împotriva informațiilor, publicității, etichetării sau altor practici frauduloase, înșelătoare sau profund eronate și de a primi faptele necesare pentru a face o alegere informată.
- Dreptul de a alege: de a avea acces, ori de câte ori este posibil, la o varietate de produse și servicii la prețuri competitive; iar în industriile în care concurența nu este viabilă și reglementarea guvernamentală o înlocuiește, asigurarea unei calități și servicii satisfăcătoare la prețuri echitabile.
- Dreptul la compensare: consumatorii au dreptul de a solicita despăgubiri împotriva practicilor comerciale neloiale și exploatării. Dacă un consumator suferă un prejudiciu, are dreptul la compensație, în funcție de gravitatea acestuia.
- Dreptul la reprezentare: astfel, actul legislativ ne permite, ca și consumatori, să avem dreptul de a fi reprezentați în instanțele de protecție a consumatorilor.[4]

### Economie și marketing

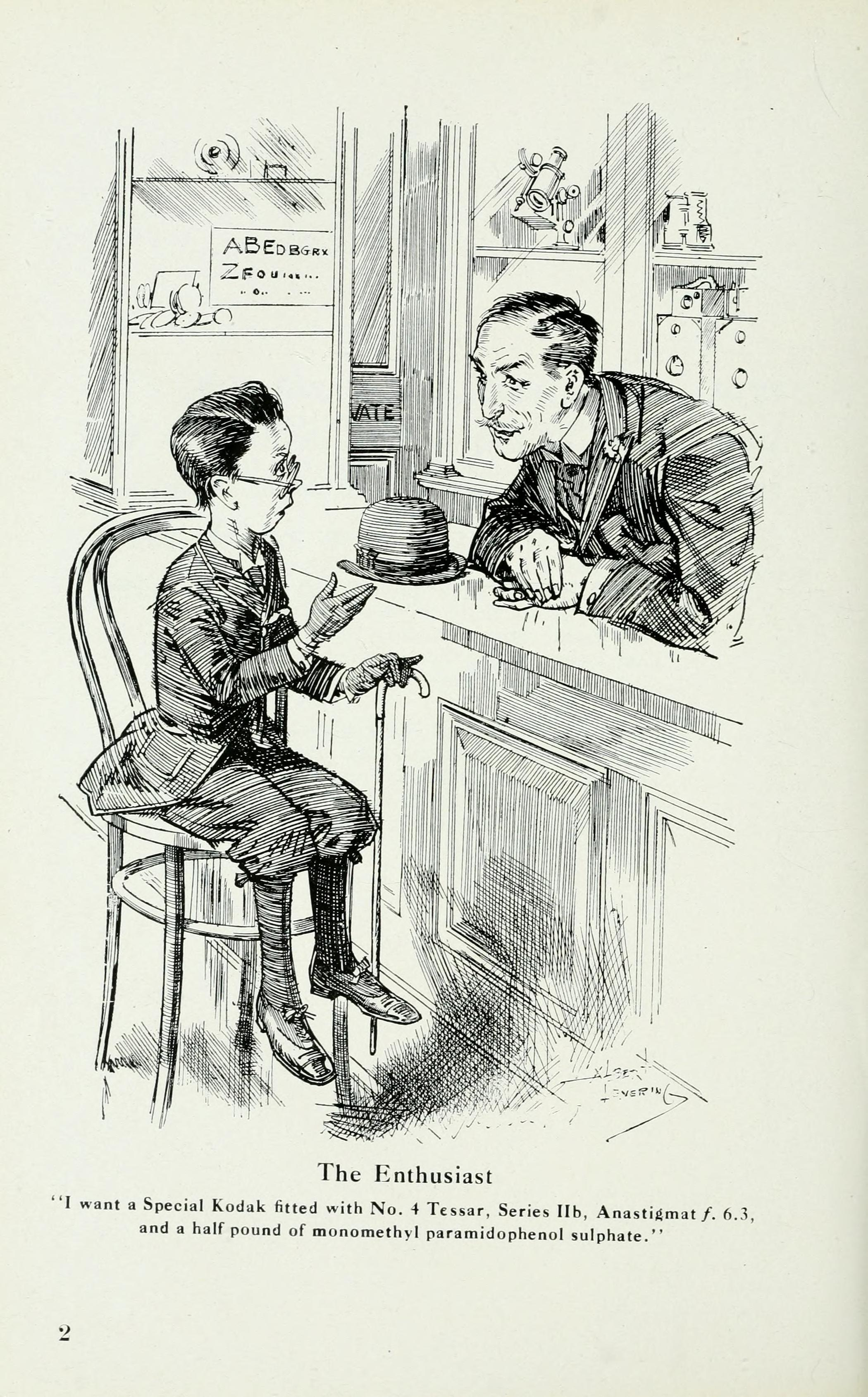
Client și vânzător (Vânzător Kodak, 1919)

Într-o economie, un consumator cumpără bunuri sau servicii în principal pentru consum personal și nu pentru revânzare sau scopuri comerciale. Consumatorii plătesc o anumită sumă de bani (sau echivalentul acesteia) pentru bunuri sau servicii, pe care apoi le consumă (le utilizează). Astfel, consumatorii joacă un rol vital în sistemul economic al capitalismului și constituie o parte fundamentală a oricărei economii.
Fără cererea consumatorilor, producătorii ar pierde una dintre motivațiile esențiale pentru a produce: vânzarea către consumatori. Consumatorul constituie, de asemenea, un capăt al lanțului de distribuție.
În marketing, în loc să creeze profiluri demografice și fiziografice generale pentru segmentele de piață, specialiștii în marketing au început să utilizeze marketingul personalizat, marketingul prin permisiune și personalizarea în masă pentru a viza consumatorii potențiali.
În mare parte datorită apariției Internetului, consumatorii se îndreaptă tot mai mult spre statutul de prosumatori (consumatori care sunt și producători de informații și media) influențând produsele create (de exemplu, prin personalizare, finanțare participativă sau exprimarea preferințelor lor), participând activ la procesul de producție sau utilizând produse interactive.

### Drept și politică
În drept, noțiunea de consumator este utilizată în principal în contextul legilor de protecție a consumatorilor, iar definiția consumatorului este deseori restrânsă la persoane fizice (excluzând corporațiile sau afacerile) și nu include utilizatorii comerciali. O justificare juridică tipică pentru protejarea consumatorilor se bazează pe corectarea deficiențelor pieței și a inegalităților în raportul de forțe dintre un consumator și o întreprindere.
Deoarece toți potențialii alegători sunt și consumatori, protecția consumatorilor are o semnificație politică clară.